# GJ 682
GJ 682 (Глизе 682) — одиночная звезда (красный карлик) в созвездии Скорпиона, одна из ближайших к Солнцу звёзд. Находится в 16 световых годах от Земли.
GJ 682 — тусклая звезда со звездной величиной 10,95. Светимость слабее солнечной в 1075 раз, температура поверхности — 3190 К. Может наблюдаться только в сильные телескопы. Расположена около яркой звезды Тета Скорпиона.

## Планетная система
У Глизе 682 открыто две планеты: Глизе 682 b массой 4,4 массы Земли и Глизе 682 c массой 8,7 массы Земли. Глизе 682 c находится в зоне обитаемости.